# Гречаник Ігор Вікторович
Гречаник Ігор Вікторович (нар.10 серпня 1960, Київ) — український скульптор сучасного мистецтва. Член НСХУ (1989). Керівник творчого об'єднання «Золоті ворота». Представник Нової української хвилі.

## Життєпис
Ігор Гречаник  народився 10 серпня 1960 року  в Києві, в сім'ї скульптора Віктора Васильовича Гречаника.
1978 р. — закінчив Національну художню школу.
1984 р. — закінчив Київський художній інститут (викладачі М. Вронський, В. Чепелик).

## Творчість
Від 1984 — на творчій роботі. У творчості поєднано фантастичний світ міфів із традиціями символізму; образи сучасності постають крізь призму світосприйняття древніх міфів Сходу і Заходу.
Роботи виконано у сучасному стилі на основі античної пластики.
Учасник всеукраїнських та міжнародних мистецьких виставок від 1983. Персональні — у Києві (1995), Маґдебурзі (Німеччина, 2001), Москві (2002).

## Доробок
Погруддя учасника ліквідації аварії на ЧАЕС В. Кибенка (1987); «Північний вітер», «Готика» (обидва — 1989), «Лицар» (1992), «Дух воїна» (1994), «Орел» (1995), «Ізіда», «Анубіс», «Себек», «Ахіллес» (усі — 1997), «Афіна» (1998), «Фенікс» (1999), «Амазонка», «Янгол» (обидва — 2000), «Народження Венери» (2002), «Три грації», «Райське дерево», «Юпітер» (усі — 2003), «Крила Скіфського часу», «Єва», «Хатхор», «Інана», «Спокуса», «Дух Лева», «Дерево Всесвіту» (усі — 2004); декор.-парк. скульптури — «Соловей-розбійник» (Суми, 1985), «Дракон» (Хмельницький, 1986), «Три грації» (Київ, 2003); монументи — «Шахтар» (м. Марганець Дніпроп. обл., 1989), «Козак» (м. Ананьїв Одес. обл., 1990), пам'ят. знак на честь дружби Києва та Москви (Київ, 2001); цикли — «Готика» (кін. 1980-х рр.), «Анімалістичний» (від серед. 1990-х рр.), «Пластика міфу» (1990-ті рр.), «Богині кохання» (2004). Памятник Т. Г. Шевченку в Баку (2008), Софії (Болгарія, 2009), Ризі (Латвія, 2015), пам'ятник «Свіча пам'яті» (Ужгород, 2018).